# Aphthona kubani
Aphthona kubani es una especie de coleóptero de la familia Chrysomelidae. Fue descrita científicamente por primera vez en 2002 por Konstantinov & Lingafelter.